# Matilda Gross
Matilda Gross, född 2009, är en svensk barnskådespelare.
Gross har spelat huvudrollen Matilda i Matilda the Musical på Malmö Opera. Hon har också medverkat i Sound of Music på Nöjesteatern 2017 och på Malmö Opera 2021.
Gross har även spelat huvudrollen som Nelly i filmerna Nelly Rapp – Monsteragent från 2020 och Nelly Rapp – Dödens spegel 2023. I mars 2023 meddelades att hon kommer att spela en av huvudrollerna i Trolltider – legenden om bergatrollet som är 2023 års julkalender på SVT där hon spelar Saga.
Gross spelar också Phobos i kommande thrillerserien Jana – Märkta för livet som har premiär på Amazon Prime i april 2024.
År 2025 kommer Gross att medverka i Bert sabbar allt som är den tredje filmatiseringen om seriefiguren Bert Ljung. Hon kommer att spela rollen som kärleksintresset Molly i denna film.

## Filmografi (i urval)
- 2020 – Nelly Rapp – Monsteragent
- 2023 – Nelly Rapp – Dödens spegel
- 2023 – Trolltider – legenden om bergatrollet (TV-serie)
- 2023 – Jana – Märkta för livet (TV-serie)
- 2025 – Bert sabbar allt
- 2026 – Nelly Rapp – Porten till underjorden